# Opilio ruzickai
Opilio ruzickai is een hooiwagen uit de familie echte hooiwagens (Phalangiidae).